# 剪映
剪映是由字节跳动旗下脸萌科技开发的一款视频剪辑软件，该软件依托于抖音平台，且基本面向该平台用户制作短视频内容，并兼容iOS、安卓、Windows、Mac OS等操作系统。并推出可以在浏览器运行的网页版。

## 历史
2019年5月，剪映移动端上线。
2020年4月，字节跳动在海外推出CapCut，因其logo和功能均与中文的剪映相同，也被视为海外版“剪映”。CapCut在美国的下载量排名靠前。
2020年7月，剪映Pad适配版上线。
2021年2月1日，剪映专业版Windows正式上线。11月27日，剪映专业版Mac正式上线。
2022年12月22日，剪映创作大会在云南弥勒举行，正式发布剪映企业版。